# 超導體
超導體（英語：Superconductor），指可以在特定溫度以下，呈現電阻為零的導體。零电阻和完全抗磁性是超导体的两个重要特性。超导体电阻转变为零的温度，称为超导临界温度，据此超导材料可以分为低温超导體和高温超导體。這裡的「高溫」是相对于绝对零度而言的，其實遠低於冰點攝氏0℃。科学家一直在寻求提高超导材料的临界温度，目前高温超导体的最高温度记录是马克普朗克研究所的203K（-70°C）。因为零電阻特性，超導材料在生成强磁场方面有许多應用，如MRI核磁共振成像等。

## 超导體演進史

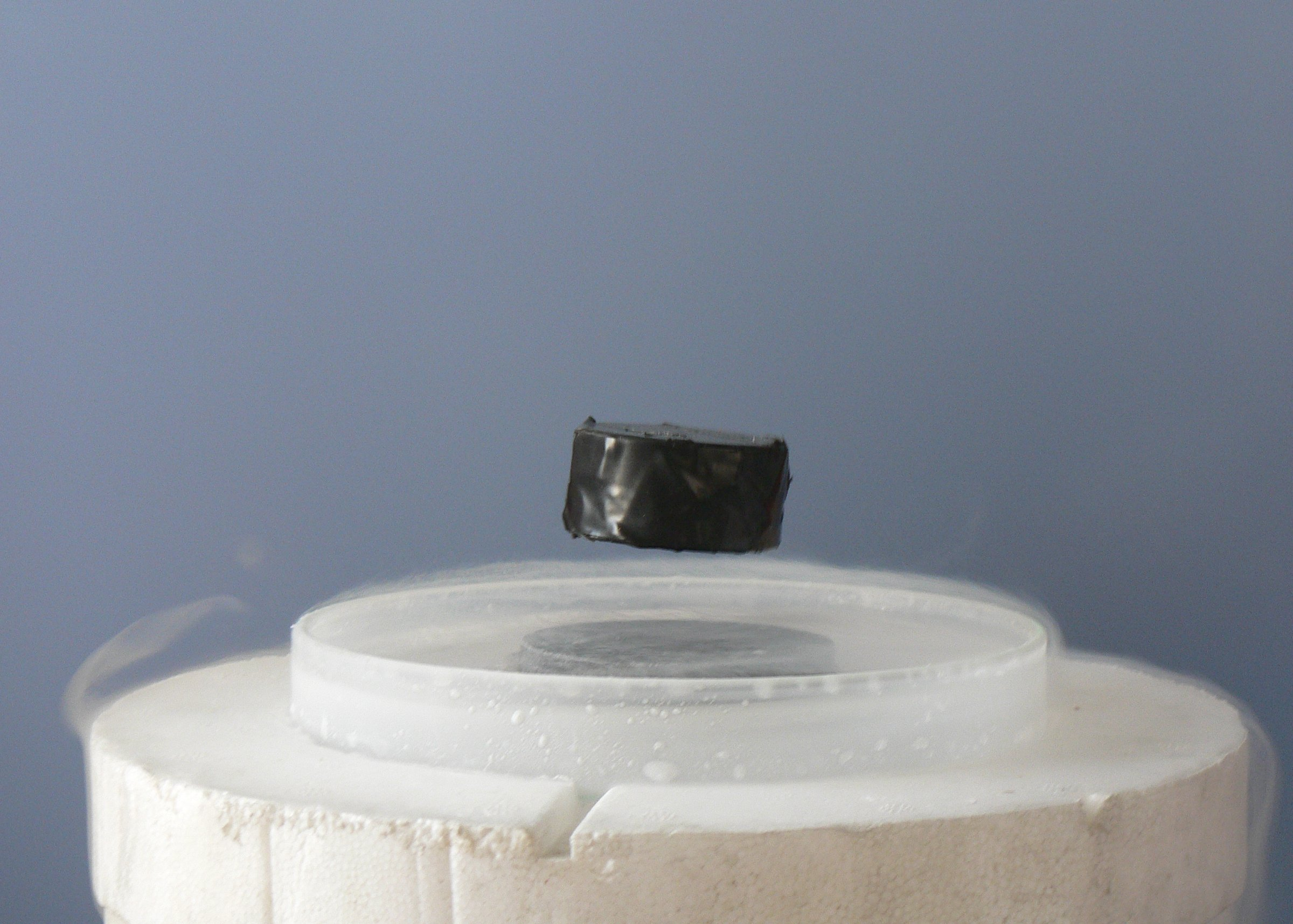
超导邁斯納效應

- 1911年，荷兰科学家海克·卡末林·昂內斯用液氦冷却汞，当温度下降到絕對溫標4.2K时水银的电阻完全消失，这种现象称为超导电性，此温度称为临界温度。
- 1933年，瓦爾特·邁斯納和羅伯特·奥克森菲尔德两位科学家发现，如果把超导体放在磁场中冷却，则在材料电阻消失的同时，磁感应线将从超导体中排出，不能通过超导体，这种抗磁性现象称为迈斯纳效应。目前超导材料的磁电障碍已被跨越，下一个难关是突破温度障碍，即寻求高温超导材料。
- 1973年，发现超导合金――铌锗合金，其临界超导温度为23.2K，这一记录保持了近13年。
- 1986年，设在瑞士苏黎世的美国IBM公司的研究中心报道了一种氧化物（镧钡铜氧化物）具有35K的高温超导性。此后几乎每隔几天就有新的研究成果出现。
- 1986年，美国贝尔实验室研究的超导材料，其临界超导温度达到40K，液氢的“温度壁垒”（40K）被跨越。
- 1987年，阿拉巴馬大學亨茨維爾分校的台灣科學家吴茂昆及其研究生（Ashburn和Torng），与休斯顿大学的台灣科學家朱经武和他的学生共同发现了钇钡铜氧，这是首个超导温度在77K以上的材料，突破了液氮的“温度壁垒”（77K）。[1][2][3][4][5][6][7][8]从此，科学家可以使用便宜的液氮而非昂贵的液氦研究超导体，这引发了对新型高温超导材料的研究热潮。随后，中国大陆科学家赵忠贤以及台湾科学家朱经武相继在钇－钡－铜－氧系材料上把临界超导温度提高到90K以上。1987年底，铊－钡－钙－铜－氧系材料又把临界超导温度的记录提高到125K。从1986－1987年的短短一年多的时间里，临界超导温度提高了近100K。
- 2001年，二硼化鎂(MgB2)被發現其超導臨界溫度達到39K [9]。此化合物的發現，打破了非銅氧化物超導體(non-cuprate superconductor)的臨界溫度紀錄。
- 1990至2000年代，具ZrCuAsSi結構的稀土過渡金屬氮磷族化合物(rare-earth transition-metal oxypnictide, ReTmPnO)陸續被發現[10][11]。但並未有人發現其中的超導現象。
- 2008年，日本的細野秀雄團隊發現在鐵基氮磷族氧化物（iron-based oxypnictide）中，將部份氧以摻雜的方式用氟作部份取代，可使LaFeAsO1-xFx的臨界溫度達到26K[12]，在加壓後(4 GPa)甚至可達到43K[13]。其後，中國的聞海虎團隊，發現在以鍶取代稀土元素之後，La1-xSrxFeAsO亦可達到臨界溫度25K[14]。其後，中國的科學家陳仙輝、趙忠賢等人，發現將鑭以其他稀土元素作取代，則可得到更高的臨界溫度；其中，SmFeAs[O0.9F0.1]可達55K[15][16]。另外，將鐵以鈷取代(LaFe1-xCoxAsO)，稀土元素以釷取代(Gd1-xThxFeAsO)，或是利用氧缺陷(LaFeAsO1-δ)等方式，也都可以引發超導[17][18][19]。此系統亦被簡稱為「1111系統」。此化合物的發現，非但再度打破了由MgB2保持的非銅氧化物超導體(non-cuprate superconductor)的臨界溫度紀錄，其含鐵卻有超導的特性也受人注目。
- 同樣在2008年，受到上述「1111系統」的啟發，ThCr2Si2結構的鹼土金屬氮磷族化合物(ATm2Pn2)亦被發現。另外，將BaFe2As2中將鹼土金屬(IIA)以鹼金屬(IA)部分取代，亦可得到臨界溫度約30至40K的高溫超導體，如Ba1-xKxFe2As2(38 K) [20]。此系統亦被簡稱為「122系統」。如同氧化物超導體，「1111」與「122」系統的超導來源也是由層狀結構中的FeAs層貢獻，藉由不同價數的離子摻雜或是氧缺陷，可提升FeAs層載子的濃度，進而引發超導。
- 2015年，德国普朗克研究所的V. Ksenofontov和S. I. Shylin研究组创下新的超导温度记录：203K（-70°C）。其物質為硫化氫，论文发表在《自然》期刊。[21]
- 2018年，德国化学家发现十氢化镧在压力170GPa，温度250K（-23℃） 下有超导性出现，是目前已知最高溫度的超導體[22]。

## 超导体的分类

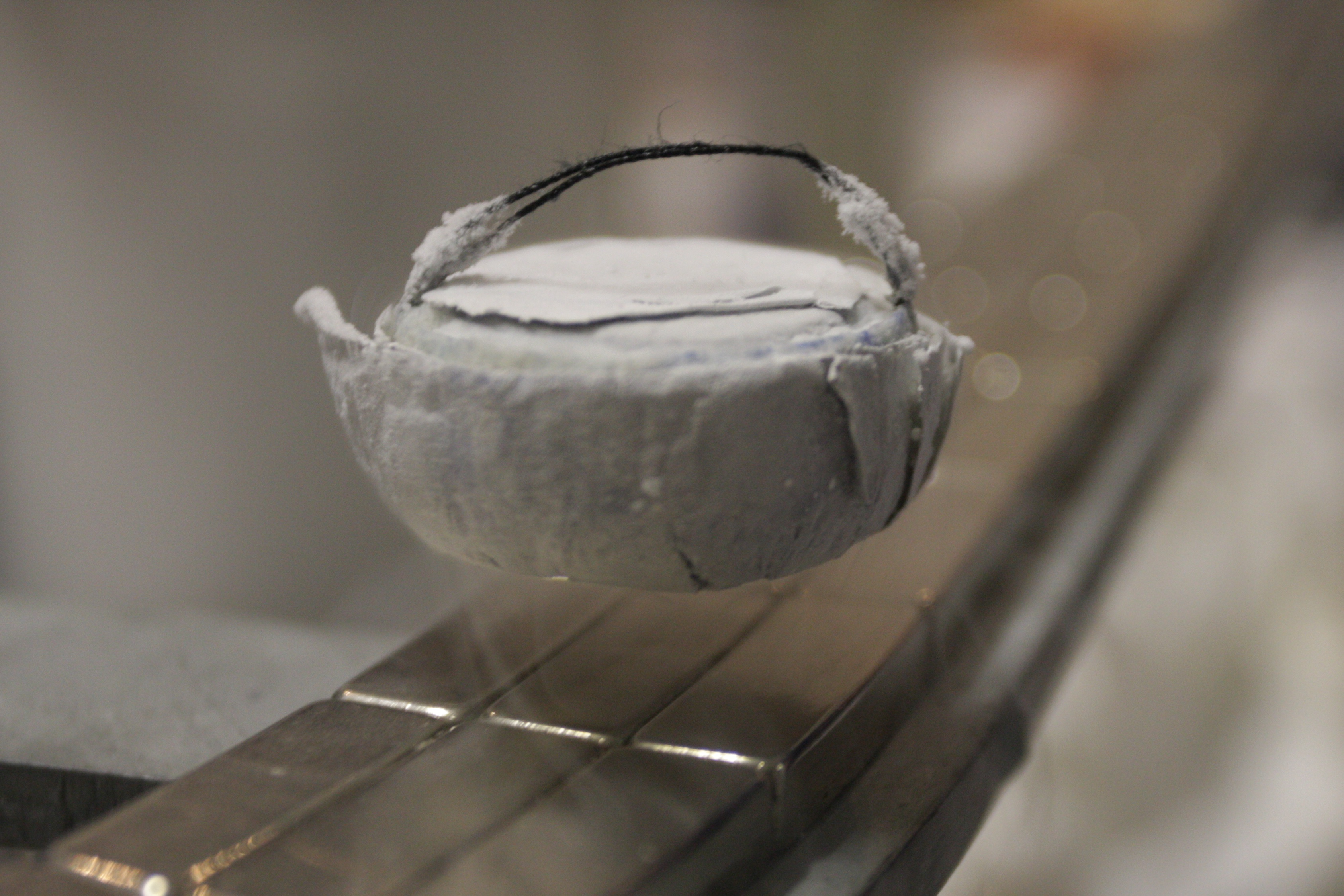
一塊超導材料沿著磁軌道前進

现在对于超导体的分类并没有统一的标准，通常的分类方法有以下几种：
- 通过材料对于磁场的相应可以把它们分为第一类超导体和第二类超导体：对于第一类超导体只存在一个单一的临界磁场，超过临界磁场的时候，超导性消失；对于第二类超导体，他们有两个临界磁场值，在两个临界值之间，材料允许部分磁场穿透材料。
- 通过解释的理论不同可以把它们分为：传统超导体（如果它们可以用BCS理论或其推论解释）和非传统超导体（如果它们不能用上述理论解释）。
- 通过材料达到超导的临界温度可以把它们分为高温超导体和低温超导体：高温超导体通常指它们的转变温度达到液氮温度（大于77K）；低温超导体通常指它们需要其他特殊的技术才可以达到它们的转变温度。
- 通过材料可以将它们分为化学材料超导体比如：铅和水银；合金超导体比如：铌钛合金；氧化物超导体,比如钇钡铜氧化物；有机超导体,比如：碳纳米管。

## 超導材料臨界溫度
| 材料            | 符号    | Tc (K) | 晶胞中Cu-O平面数目 | 結構     |
| --------------- | ------- | ------ | ------------------ | -------- |
| YBa2Cu3O7       | 123     | 92     | 2                  | 正交晶系 |
| Bi2Sr2CuO6      | Bi-2201 | 20     | 1                  | 四方晶系 |
| Bi2Sr2CaCu2O8   | Bi-2212 | 85     | 2                  | 四方晶系 |
| Bi2Sr2Ca2Cu3O6  | Bi-2223 | 110    | 3                  | 四方晶系 |
| Tl2Ba2CuO6      | Tl-2201 | 90     | 1                  | 四方晶系 |
| Tl2Ba2CaCu2O8   | Tl-2212 | 108    | 2                  | 四方晶系 |
| Tl2Ba2Ca2Cu3O10 | Tl-2223 | 125    | 3                  | 四方晶系 |
| TlBa2Ca3Cu4O11  | Tl-1234 | 122    | 4                  | 四方晶系 |
| HgBa2CuO4       | Hg-1201 | 94     | 1                  | 四方晶系 |
| HgBa2CaCu2O6    | Hg-1212 | 128    | 2                  | 四方晶系 |
| HgBa2Ca2Cu3O8   | Hg-1223 | 134    | 3                  | 四方晶系 |

## 理论进展
美国物理学家約翰·巴丁、利昂·庫珀、约翰·施里弗提出BCS理论，指出电声耦合的关键作用，较圆满的解释了低温超导。高温超导的理论研究仍在进行中。
2012年9月，德国莱比锡大学的研究人员宣布了一项进展：石墨颗粒能在室温下表现出超导性。研究人员将石墨粉浸入水中后滤除干燥，置于磁场中，结果一小部分（大约占0.01％）样本表现出抗磁性，而抗磁性是超导材料的标志性特征之一。
虽然表现出超导性的石墨颗粒很少，但这一发现仍然具有重要意义。迄今为止，超导体只有在温度低于－70°C下才能够发挥作用。如果像石墨粉这样便宜且容易获得的材料真能在室温下实现超导，将引发一次新的现代工业革命。
2023年7月，韩国科学技术院院士李石培等人製造出名為LK-99的材料，據稱能在370K（97℃，206℉）以下作为超導體。

## 用途
- 超导输电线路- 理論上能免除所有輸電損耗，大幅壓低發電量需求，但成本與保持低溫問題使其處於概念研發前沿階段。[26]中國河南巩义市一間電解鋁工廠內目前建有試驗超导输电线，僅有360米但已經是世界最長的商用線路，除去保持低溫的用電後依然比傳統電線節約了65%電量。[27]
- 超导发电机 - 超导磁体可用于制作交流超导发电机、磁流体发电机讓其效率更上一個台階。1985年日本造船促进基金会(JAFSA)就已經成立了超导电磁发动机船舶(SEMP)开发委员会，目前技术开发尚未达到可商业化水准[28]。
- 超导量子干涉仪（SQUID） - 目前已经产业化。
  - 作为低温超导材料的主要代表NbTi合金和Nb3Sn量子干涉仪，在商业领域主要应用于医学领域的MRI（核磁共振成像仪）。
  - 基礎科学研究领域，已经应用于欧洲的大型项目LHC项目，帮助人类寻求宇宙的起源等科学问题。
  - 探勘地底石油與礦物。
  - 軍事上有增強反潛機探測潛艇的能力，但還在理論階段。[29]
- 超導濾波器 - 目前已经产业化。民用手機和無線網的普及造成大氣中電磁訊號極度複雜化，許多通訊裝置和氣象觀測機受到干擾，超導濾波器有很強的濾波能力使這些舊型裝置重新發揮功能。[30]
- 超導磁浮列車 -用於磁浮列車可以說是超導界的聖盃，由於超導體天然就有磁浮效應，幾乎不用任何機械設計，理論上能建造極度廉價卻又超過飛機速度的列車，永遠改變人類的生活方式。[31]2017年中國航天科工集团宣布展開研發專案，利用超導磁懸浮和真空管道雙重技術建造時速達4000公里的列車。

## 延伸閱讀
- 超导现象
- 鐵磁超導體
- 高温超导
- 室溫超導體

## 外部連結
- 央視官方頻道-超導的誘惑 （页面存档备份，存于）
- Superconductors and Superconducting Materials （页面存档备份，存于）